# وستچستر (ایلینوی)
وستچستر (به انگلیسی: Westchester) یک روستا در ایالات متحده آمریکا است که در ایلینوی قرار دارد. وستچستر ۹٫۵۵ کیلومتر مربع مساحت و ۱۶٬۷۱۸ نفر جمعیت دارد.